# Wemyss Castle

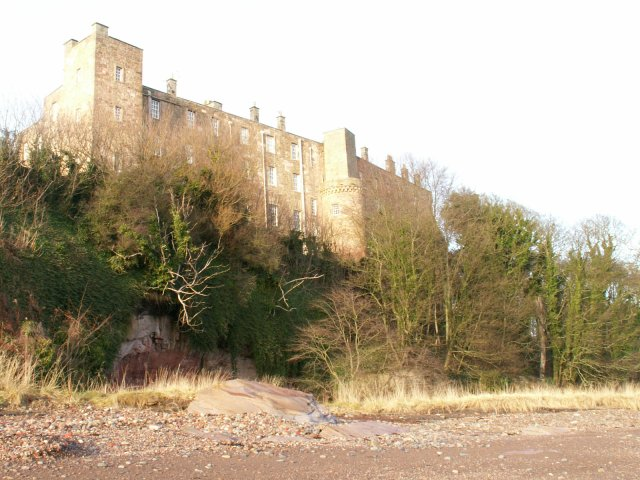
Wemyss Castle

Wemyss Castle, auch Hall of the Wemyss, ist eine ehemalige Burg und heutiges Herrenhaus nahe der schottischen Ortschaft West Wemyss in der Council Area Fife. 1972 wurde das Bauwerk als Einzeldenkmal in die schottischen Denkmallisten in der höchsten Denkmalkategorie A aufgenommen. Das Gesamtanwesen ist im schottischen Register für Landschaftsgärten verzeichnet. In vier von sieben Kategorien wurde das höchste Prädikat „herausragend“ verliehen. Wemyss Castle ist nicht zu verwechseln mit Castle Wemyss in Inverclyde.

## Geschichte
Die Bezeichnung „Wemyss“ ist eine Anglisierung von schottisch-gälisch uamh für „Höhle“ und bezieht sich auf die Höhlen in der Klippe unterhalb des Anwesens, das sich seit dem 12. Jahrhundert im Besitz des Clans Wemyss befindet. Ein Wehrbau am Standort wurde durch Truppen Eduard I. zerstört. Im Jahre 1423 ist eine Burg von John Wemyss of Reres bei West Wemyss verzeichnet. Seit spätestens 1428 ließ die Familie Kohle fördern, welche, neben der später begründeten Salzproduktion, die Grundlage ihres Wohlstands bildete. David Wemyss erwirkte 1511 von Jakob IV. die Einrichtung einer Baronie, deren Zentrum die Burg bildete. Um diese Zeit wurde das Bauwerk erweitert. 1565 traf die schottische Königin Maria Stuart auf Wemyss Castle erstmals ihren späteren Gemahl Henry Stuart.
1633 wurde John Wemyss als erster Earl of Wemyss installiert. Im Laufe der folgenden Jahrhunderte wurde Wemyss Castle mehrfach erweitert und überarbeitet. Sukzessive wurde der Wehrbau zu einem Herrenhaus mit Außengebäuden umgestaltet. Auf Grund seiner Rolle in der Schlacht bei Culloden verwirkte David Wemyss, 6. Earl of Wemyss seinen Besitz. Das Earldom wurde in der Mitte des 18. Jahrhunderts unter Karl I. von den Ländereien getrennt, sodass die Earls of Wemyss heute in Gosford House residieren.